# 赫卡通皮洛斯
赫卡通皮洛斯，或譯赫卡托姆皮洛斯，（波斯語：‏شهرقومس），於伊朗大呼羅珊的古代城市，在前238年左右成為安息的首都。今日古城稱為“Šahr-e Qumis”，坐落在塞姆南省達姆甘和塞姆南市的中間。可能是中國史書中的《漢書》的番兜城和《後漢書》的和櫝城。古希臘語轉譯為Hecatompylos，雖然字義為“百門之城”，但僅僅表示此城的城門數超過傳統上的四個城門，代表“很多城門”的意思。

亞歷山大大帝在前330年把赫卡通皮洛斯納入疆域，在繼業者戰爭後，歸為塞琉古帝國的領土。前238年左右，中亚的帕尼人的游牧部落入侵帕提亞建立安息，並以赫卡通皮洛斯為王國前期首都，雖然安息在不同時期有不同的首都，但許多古代作家包括斯特拉波、老普林尼、托勒密等等，記載赫卡通皮洛斯為安息的皇家城市。估計赫卡托姆皮洛斯极盛時人口達几萬人，占地28平方公里。

## 外部連結
- （页面存档备份，存于） (A magazine named Qumis in Persian)
- （页面存档备份，存于） A good brief history plus some stunning photos.